# Hezar Dastan
Hezar Dastan (en persan : هزاردستان) est une série télévisée iranienne très populaire réalisée par Ali Hatami et diffusée de 1978 à 1987. Hezar Dastan est considérée comme une série hautement appréciée pour représenter une partie de l’histoire iranienne. Hatami a choisi une petite ville historique pour le tournage de Hezar Dastan.
En 2006, Hezar Dastan a été choisi par l'Association des critiques des films et de la télévision iraniens comme la meilleure télésérie iranienne[réf. nécessaire]. 

## Synopsis
La bijouterie Ghazarian est dévalisée par l'Inspecteur de six- doigts. Un set de bijoux appartenant à la belle-fille de Khan Mozafar est parmi le stock volé. Khan Mozafar,  gouverneur de la ville de Kerman, demande au chef de la police de Téhéran de retrouver les bijoux volés. Toutes les pièces sont trouvées à l’exception d’un collier.
L’Inspecteur corrompu dont la position est devenue branlante, se retire et part pour Mashhad. Il met la pression sur Reza Khoshnevis, le fameux calligraphe de lui laisser sa fortune. C’est alors que Reza raconte son histoire sous la torture. Selon son histoire, Reza, auparavant Reza Tofangchi, un grand tireur d’arme, pour apaiser l’amertume de sa vie tumultueuse, laisse tomber ses armes et les remplace par des plumes pour devenir calligraphe.
Dans un autre épisode de la série, Shaban, surnommé Shaban Ostekhani est payé pour devenir un grand partisan de Mohamad Reza Shah contre Mohammad Mossadegh, le premier ministre et homme politique du Shah. Ce dernier mène le Mouvement de la nationalisation de l'industrie pétrolière iranienne. 
En tête d’un groupe peu nombreux de sa bande, Shaban dirige une émeute contre Mossadegh. Dans un peu de temps, Shaban devient un genre de chef mafioso très violent menant des tueries dans la ville. Pour éliminer cet élément de terreur, l’Inspecteur de six-doigts reçoit l’ordre de tuer Shaban et il sera assassiné à son tour par le cousin furieux de Shaban.

## Distribution
- Ezzatollah Entezami: Hezar Dastan
- Jamshid Mashayekhi: Reza Khoshnevis/Reza Tofangchi
- Mohammad Ali Keshavarz: Shaban Ostekhani
- Davoud Rashidi: Mofattesh shesh angoshti (Inspecteur de six-doigts)
- Jahangir Forouhar: Mofattesh-e Nazmiyeh
- Mohamad Motie: Gholam amme
- Ali Nassirian: Abolfath
- Zari Khoshkam